# Cubavisión Internacional
Cubavisión Internacional é um canal de tevê cubano de cobertura internacional. É emitido em espanhol, pertencendo à Televisão Cubana. Emite programas de notícias, opinião, serviços e magazines. Iniciou as suas transmissões em 1986, enquanto que as emissões satélites se iniciaram a 1 de Março de 2003. Na actualidade, está disponível em vários sistemas de cabo e satélite na América e na Europa, principalmente. A 1 de Maio de 2008, estendeu as suas transmissões até o continente asiático.
Cubavisión Internacional emite, através do mundo, o melhor da programação da televisão cubana, destacando os programas informativos de Cubavisión e Tele Rebelde.))

## Programas
- América en la Casa
- Los Papaloteros
- Mesa Redonda Informativa
- Sistema Informativo de la Televisión Cubana
- Video Sol